# اس اپاتا مرکرسون
اس اپاتا مرکرسون (انگلیسی: S. Epatha Merkerson؛ زادهٔ ۲۸ نوامبر ۱۹۵۲) یک هنرپیشه اهل ایالات متحده آمریکا است. وی از سال ۱۹۸۶ میلادی تاکنون مشغول فعالیت بوده‌است.

## گزیده فیلمشناسی
از فیلم‌ها یا برنامه‌های تلویزیونی که وی در آن نقش داشته‌است می‌توان به آثار زیر اشاره کرد.
- نردبان یعقوب (فیلم) (۱۹۹۰)
- یگان ویژه (فیلم) (۱۹۹۰)
- نابودگر ۲: روز داوری (۱۹۹۱)
- رادیو (فیلم ۲۰۰۳) (۲۰۰۳)
- دختر جرسی (فیلم ۲۰۰۴) (۲۰۰۴)
- ناله مار سیاه (فیلم) (۲۰۰۶)
- جریان پس‌رو (۲۰۰۷)
- مادر و فرزند (فیلم ۲۰۰۹) (۲۰۰۹)
- لینکلن (فیلم ۲۰۱۲) (۲۰۱۲)
- فریژر (۲۰۰۰)
- همسر خوب (۲۰۱۳)